# Assiminea pecos
Assiminea pecos е вид коремоного от семейство Assimineidae. Видът е застрашен от изчезване.

## Разпространение
Разпространен е в САЩ.